# Узкоколейная железная дорога Чапаевского силикатного завода
Узкоколейная железная дорога Чапаевского силикатного завода — заводская узкоколейная железная дорога, колея 750 мм. Эксплуатируется в настоящее время 2 км. Грузовое движение, перевозка песка от песчаного карьера до силикатного завода. Год открытия: 1931 год.

## История
Чапаевский силикатный завод «Чапаевский силикат» — находится в городе Чапаевск, Самарской области. Строительство завода силикатного кирпича в городе Чапаевске началось в 1929 году, в октябре 1931 года завод вступил в строй. Узкоколейная железная дорога от Чапаевского силикатного завода до песчаного карьера действует с момента основания завода. В конце 1960-х годов завод подвергся значительной реконструкции, на узкоколейную железную дорогу поступили тепловоз ТУ4.

## Современное состояние
По состоянию на 2003 года, протяжённость основной линии узкоколейной железной дороги примерно 1,5 километра, развёрнутая длина путей составляет около двух километров, локомотивное депо находится на территории завода. Узкоколейная железная дорога действует круглогодично, грузовое движение для вывоза песка используются тепловозы ТУ4, ТУ7 составе бывает шесть вагонов-думпкаров УВС22. По состоянию на ноябрь 2009 года, узкоколейная железная дорога продолжала работать. В 2011 году узкоколейная железная дорога работает, грузовое движение для вывоза песка используются тепловоз ТУ4 в составе бывает три или четыре вагона УВС22.
По состоянию на 2020 год УЖД полностью разобрана, завод закрыт.

## Подвижной состав
Локомотивы
- Тепловоз ТУ4 — № 2568, 2492
- Тепловоз ТУ7 — № 0406
- Тепловоз ТУ8 — № 0088

Вагоны
- Вагоны-самосвалы (думпкары) УВС-22
- Плужный снегоочиститель